# Асканіо, або королівський ювелір
«Аска́ніо, або́ королі́вський ювелі́р» (фр. Ascanio, ou L'Orfèvre du roi) — дивовижний роман знаменитого французького письменника Александра Дюма, створений ним у 1843 році у співавторстві з великим драматургом Полем Мьорісом. Як й інші твори Олександра Дюма цей твір був написаний в історичному жанрі з елементами біографічного роману. На основі цього твору було складено п'єсу та велику оперу.

## Історія
Роман написаний Александром Дюма у 1843 році. В роботі над ним брав участь драматург Поль Мьоріс. Історичною канвою твору є мемуари видатного італійського митця Бенвенуто Челліні: роман містить детальні описи окремих сторінок його життя, а також згадки про політичні події середини XVI століття (відносини між Франциском I і Карлом V), найвідоміші мистецькі витвори майстра, зокрема статую Юпітера, сільничку Франциска I, Німфу Фонтенбло тощо. Роман виданий того ж року у Брюсселі французькою мовою, пізніше перекладений іншими мовами. 1852 року Поль Мьоріс переробив роман на п'єсу, яку назвав «Бенвенуто Челліні». 1890 року композитор Каміль Сен-Санс разом із лібретистом Луї Галле на її основі створили велику оперу «Асканіо».

## Сюжет
Підмайстер на ім'я Асканіо закохується в незнайому дівчину. Стежачи за нею, він довідується, що ця красуня — Коломба, дочка паризького прево Робера д'Естурвіля, що мешкає у Малому Нельському замку. Майстер, у якого працює Асканіо, — видатний скульптор і ювелір Бенвенуто Челліні. 1540 року він приїхав до Франції на запрошення короля Франциска I. Челліні, користуючись приязним ставленням короля, випрошує в нього для роботи нову майстерню — Великий Нельський замок. Однак теперішній його власник, прево, не збирається віддавати житло без бою. Челліні разом із підмайстрами захоплює будівлю штурмом і таким чином стає особистим ворогом д'Естурвіля.
Тим часом батько обіцяє видати шістнадцятирічну Коломбу за старого і огидного графа д'Орбека, однак Асканіо і Коломбі вдається побачитись один з одним і вони розуміють, що обидва кохають. У Бенвенуто Челліні з'являється ще один ворог — фаворитка короля, могутня, пристрасна і честолюбна герцогиня д'Етамп, яка закохується в Асканіо. Дізнавшись від наївного юнака про те, хто його обранка, вона вирішує якнайшвидше видати Коломбу заміж за д'Орбека, а крім того, ще й зробити її коханкою короля, щоб легше було контролювати суперницю. Тепер єдине сподівання юнака і дівчини на вчителя, який, по-перше, любить Асканіо як сина, а по-друге, вже не раз демонстрував винахідливість у скрутних обставинах. Асканіо приходить до Бенвенуто Челліні з наміром розповісти про свою юнацьку любов, але митець першим зізнається учню, що і сам закоханий в Коломбу. Знаючи запальну вдачу майстра, юнак не наважується йому відкритись.
Челліні береться за виконання амбітного королівського замовлення — серії статуй грецьких богів. Прослідкувавши за учнем, Бенвенуто випадково стає свідком його побачення з Коломбою і усвідомлює, що на взаємність дівчини сподіватись марно. Вольовим зусиллям він приносить власне кохання у жертву й обіцяє вирішити питання із ненависним графом д'Орбеком. Коломба йому довіряється, тікає з дому і ховається всередині величезної статуї Марса, що стоїть на подвір'ї Челліні. Пошуки дочки і нареченої д'Естурвілем і д'Орбеком спочатку марні, але друг Асканіо, Жак Обрі, ненавмисне видає таємницю молодят, угледівши їхнє побачення всередині статуї. Батько і підстаркуватий наречений знаходять Коломбу, передають її під опіку герцогині д'Етамп, а Асканіо запроторюють до королівської в'язниці Шатле. Жак Обрі, усвідомивши ганебну помилку, вирішує проникнути до в'язниці. Його мета — забрати в Асканіо і передати Челліні любовне послання д'Етамп до юнака, яким можна було б шантажувати герцогиню. Жаку вдається потрапити до в'язниці і забрати листа, але йому загрожує смертний вирок, здається, що доправити листа на волю він уже не зможе…
За майстерно виконану статую Юпітера король обіцяє виконати будь-яке бажання геніального скульптора. Той просить помилувати Жака Обрі. Настає час тріумфу герцогині д'Етамп: Коломбу видають заміж за д'Орбека, однак в останню хвилину Бенвенуто Челліні шантажує королівську фаворитку її любовним посланням до Асканіо. Герцогиня здається і в обмін на мовчання Челліні випрошує у короля шлюбний договір для Коломби з Асканіо. Закохані тут же одружуються, а наречений отримує посаду управителя королівських замків. Челліні повертається до Італії з розбитим серцем, де створює статую Персея.